# Maršovy Chody (přírodní památka)
Maršovy Chody jsou je podmáčená louka chráněná jako přírodní památka (ev. č. 1047). Leží mezi lesem a polem asi jeden kilometr jihozápadně od vesnice Maršovy Chody v okrese Tachov. Území je ve správě Krajského úřadu Plzeňského kraje.
Předmětem ochrany je silně podmáčená louka, která leží mezi lesem a polem. Jsou zde chráněny vzácné druhy rostlin, které jsou typické pro mokřinaté a rašelinité louky, a bohaté naleziště vstavačovité rostliny kruštíku bahenního (Epipactis palustris). Jeho velké množství má celorepublikový význam.